# Pierre d'Ambum
La pierre d'Ambum est une petite sculpture taillée dans de la pierre qui aurait été sculptée aux alentours de 1 500 ans avant notre ère. Découverte en 1962 dans la vallée d'Ambum, en Papouasie-Nouvelle-Guinée, elle aurait été sculptée par le peuple Enga. D'autres sculptures similaires excavées représentent des humains, des oiseaux ou d'autres animaux. Les chercheurs ne savent pas exactement quel animal cette sculpture est censée représenter, mais certains pensent qu'elle pourrait représenter un marsupial aujourd'hui disparu. Les spéculations entourent également la fonction de l'objet; certains pensent qu'il aurait pu servir de pilon ou de statue pour des rituels.

## Découverte
La sculpture a été découverte en 1962. Elle aurait été trouvée dans une grotte de la vallée d'Ambum, située dans la province des hautes-Terres occidentales de Papouasie-Nouvelle-Guinée.

## Analyse
L'utilité et la raison d’être de la sculpture est inconnue. Celle-ci a été trouvée sur les terres du peuple Enga, faisant penser à une fonction rituelle. Il s'agit du premier objet de cette nature trouvé en Papouasie. Elle a été trouvée dans une grotte au début en 1962  et en 1977, elle a été acquise par la galerie nationale d'Australie. Des soupçons font penser que la sculpture aurait peut être été exportée illégalement de Papouasie-Nouvelle-Guinée pour pouvoir être acquise par le musée australien.
Une datation au carbone 14 a permis de dater l'âge de la pierre sculpté à 3 500 ans. L'analyse a aussi permis de déterminer que la pierre est un tuf volcanique.

## Endommagement
En mai 2000, l'objet a été endommagé alors qu'il était prêté au Musée des arts africains, océaniens et amérindiens à Marseille. La sculpture s'est brisée en trois morceaux. De plus, la sculpture a subi plusieurs chocs mineurs et des dégâts superficiels. Elle a ensuite été restaurée à l’aide d’une colle et d’une peinture assortie.